# Dragsund, Norge
Dragsund är en tätort som till större delen ligger i Herøy kommun i Møre og Romsdal fylke i västra Norge. En mindre del av orten finns i angränsande Ulsteins kommun. Orten ligger där fylkesväg 61 möter fylkesväg 654, vid sundet mellan öarna Gurskøya och Hareidlandet.